# Джоплин
Вижте пояснителната страница за други значения на Джоплин.
Джоплин (на английски: Joplin) е град в централната част на Съединените американски щати, част от окръзите Джаспър и Нютън на щата Мисури. Населението му е около 50 200 души (2010).
Разположен е на 306 m надморска височина във Вътрешните равнини, на 9 km източно от границата с щатите Канзас и Оклахома и на 110 km западно от град Спрингфийлд. Градът е основан през 1873 година със сливането на две миньорски селища и получава името на речната долина, в която се намира, а тя от своя страна е наречена на заселник в нея от средата на XIX век. През следващите десетилетия Джоплин се превръща в голям център на добива на оловно-цинкова руда.

## Известни личности
Родени в Джоплин
- Денис Уивър (1924-2006), актьор